# Tetranychus papayae
Tetranychus papayae är en spindeldjursart som beskrevs av Nassar och Ghai 1981. Tetranychus papayae ingår i släktet Tetranychus och familjen Tetranychidae. Inga underarter finns listade i Catalogue of Life.